# Madżid Chodaji
Madżid Chodaji (pers. مجيد خدايی; ur. 26 sierpnia 1978 w Meszhed) – irański zapaśnik w stylu wolnym. Olimpijczyk z Aten 2004, gdzie zajął piąte miejsce w kategorii 84 kg.
Trzykrotny uczestnik mistrzostw świata, brązowy medal w 2002. Trzeci w mistrzostwach Azji w 2006 i w Pucharze Świata w 1998 roku. Drugi na uniwersyteckich mistrzostwach świata w 2000 i trzeci w 2002. Wicemistrz uniwersjady w 2005. Trzeci na wojskowych mistrzostwach świata w 1997. Triumfator Pucharu Azji i Oceanii w 1997 roku.